# بصر (محار)
بُصر محار كبير. (عن فورسكال)